# Liri-Garigliano
El río Garigliano es un corto río de la Italia central. Se forma por la confluencia de los ríos Gari (también conocido como el Rápido) y el Liri. Garigliano es actualmente una deformación de "Gari-Lirano" (que en italiano significa aproximadamente "Gari de los Liri"). En tiempos antiguos todo el curso del Liri y Gagliano se conoció como el Liris.
Durante la mayor parte de sus 40 km de longitud, el río Garigliano marca la frontera entre las regiones italianas del Lacio y la Campania. En época medieval, el río (luego conocido como el Verde) marcaba la frontera meridional de los Estados Papales.

## Significado histórico
En el 457 el emperador Mayoriano derrotó a los vándalos en la desembocadura de este río. En el siglo IX y a principios del siglo X, una banda de árabes se establecieron en las orillas del Garigliano desde donde lanzaron frecuentes ataques a la Campania y la Italia central. En 915 una coalición del Papa, los bizantinos, los francos, los lombardos y Nápoles derrotaron a los árabes de Garigliano.
En 1503 el río fue el lugar de la batalla de Garellano por la que Nápoles quedó bajo dominio español tras la victoria de Gonzalo Fernández de Córdoba sobre el ejército francés mandado por Ludovico II de Saluzzo. En esta batalla se ahogó Piero de Médici, pasando el control de la familia Médici a Juan de Médici, posteriormente papa León X. 
Durante la Segunda Guerra Mundial, los ríos Liri-Gari-Garigliano estaban en el centro de un sistema de líneas defensivas alemanas (la más famosa de ellas es la Línea Gustav), alrededor de la cual se produjo la batalla de Monte Cassino en 1943 y 1944. Algunos testigos dicen que el agua del río en la zona de Cassino, durante la famosa batalla de Montecassino, se volvió roja debido a la sangre de los numerosos soldados caídos.

## Central nuclear
Desde 1959 hasta 1982 ha habido una central nuclear con reactor de agua en ebullición llamada Garigliano cerca de la ciudad de Sessa Aurunca.